# SMS Stettin
Az SMS Stettin a Német Császári Haditengerészet egyik Königsberg-osztályú könnyűcirkálója volt, egyben a második olyan hajója, amelyik turbinameghajtást kapott. Habár az osztály utolsó vízre bocsátotott egysége volt, még a Nürnberg és a Stuttgart nevű testvérhajói előtt elkészült. E két egységhez hasonlóan a hátsó kéményét hátrébb helyezték el („detassálták”), szemben az osztály névadó egységével, a Königsberggel, ahol a három kémény még egyenlő távközökkel kapott helyet.
A Stettin 1907 végén állt szolgálatba a Nyílttengeri Flotta kötelékében és 1912-ben a Moltke csatacirkáló és a Bremen könnyűcirkálóval kötelékben látogatást tett az Egyesült Államokba. Az első világháború kitörése után a felderítő erőkhöz osztották be és a konfliktus első három évében intenzíven alkalmazták, így részt vett a helgolandi és a skagerraki csatákban több más az Északi- és a Balti-tengeren végrehajtott hadművelet mellett. 1917-ben kivonták az aktív szolgálatból és ezt követően a háború végéig kiképzőhajóként szolgált. A háború után hadizsákmányként Nagy-Britannia kapta meg. 1921 és 1923 között Koppenhágában lebontották.

## Konstrukciója

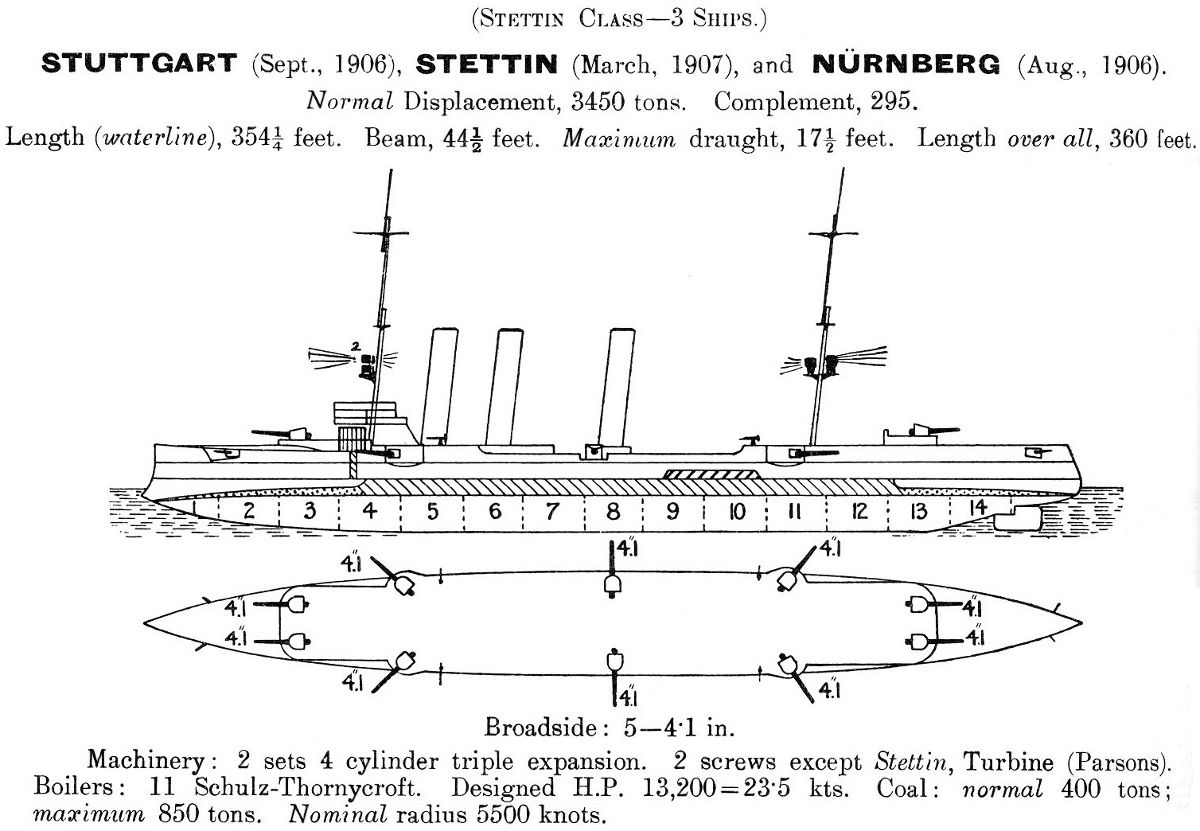
A Königsberg-osztály egyszerű metszetrajza

A Königsberg-osztály egységeit úgy tervezték meg, hogy a honi vizeken a flotta felderítőiként és a gyarmatokon külhoni szolgálatban is alkalmazhatóak legyenek. Ezt a megoldást a költségvetési megszorítások szülték, mivel a szűkös anyagi keret nem tette lehetővé, hogy a két külön feladatra jobban specializált hajókat építsenek meg. A Königsberg-osztály az előző Bremen-osztály továbbfejlesztése volt. Az osztály négy hajóját egységes tervek alapján szándékozták megépíteni, de az első hajó építésének megkezdése után a tervezési részleg az orosz–japán háború tapasztalatait felhasználva módosításokat hajtott végre, így megváltoztatták a belső elrendezést és növelték a hajók hosszúságát.
A Stettin "Ersatz Wacht" átmeneti névvel került megrendelésre és a névadó városában az AG Vulcan hajógyárban láttak hozzá az építéséhez 1906-ban. Az elkészült hajótestet 1907. március 7-én bocsátották vízre. Felszerelése után 1907. október 29-én került a Nyílttengeri Flotta állományába.
A Stettin teljes hossza 115,3 m, szélessége 13,2 m, legnagyobb merülése 5,29 m volt, amivel a vízkiszorítása 3822 t volt teljes terhelés mellett. Négy hajócsavarjának meghajtásáról egy pár Parsons-gőzturbina gondoskodott, amiket 11 darab széntüzelésű, vízcsöves Marine-gőzkazán látott el gőzzel. Tervezett csúcssebessége 24 csomó, a hatótávolsága mintegy 5750 t tengeri mérföld volt 12 csomós utazósebességgel. Fedélzetén 14 tiszt és 308 sorállományú teljesített szolgálatot.
A cirkáló fő fegyverzetét 10 darab 10,5 cm űrméretű, 40 kaliberhosszúságú gyorstüzelőágyú (10,5 cm SK L/40) alkotta, melyeket önálló lövegtalpakon helyeztek el a hajó két oldalán. Az ágyúk maximális emelhetősége 30 fok volt, ami 12 700 m legnagyobb lőtávolságot tett lehetővé. A lőszerkészletük 1500 lövedékből állt, így 150 juthatott minden lövegre. A fegyverzetéhez tartozott még nyolc darab 5,2 cm űrméretű, 55-ös kaliberhosszúságú gyorstüzelő ágyú is, melyekhez 4000 lövedéket szállított magával. Két oldalra néző torpedóvető csöve volt beépítve a vízvonal alatt, melyekhez öt torpedóval rendelkezett. A hajó fedélzetének közepén 80 mm vastagságú páncélzattal rendelkezett, a parancsnoki torony oldalait 100 mm vastag páncéllemezek védték.

## Szolgálata

### Békeidők
A próbajáratok végeztével a Stettin 1908. január 20-án került a felderítőhajók kötelékébe, ahol a Frauenlob könnyűcirkálót váltotta. 1908. június 17. és augusztus 8. között a Stettin a Hohenzollern császári jachtot kísérte a regattákon, majd a Norvégiába és Stockholmba tett látogatásokra. 1910 április-májusában a Földközi-tengeren is a császári jachtot kísérte, mivel a feladatra eredetileg kijelölt Hamburg könnyűcirkálót Anatólia déli partjaihoz irányították át a helyi keresztények védelmezése céljából. A Stettin a Hamburg támogatására rendelt Lübeckkel együtt április 19-én hagyta el Kielt és a kísérői feladatát május 1-én Korfu szigeténél vette át. A küldetés teljesítése után május 15-én Póla kikötőjében menesztették és ezután május 26-ra tért vissza Kielbe. 1910. július 7. és 30. között ismét a császári jachtot kísérte a Nyílttengeri Flotta Norvégiába tett nyári útja során.

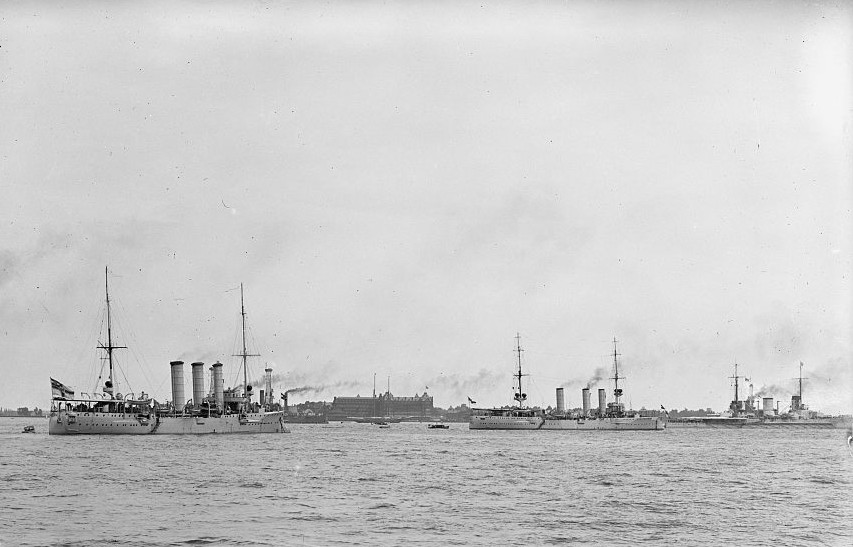
A Stettin (középen) a Bremen és a Moltke társaságában Hampton Roadsban

1912. május 11. és június 29. között a Moltke csatacirkálóval közösen egy észak-amerikai úton volt. Kielből kiindulva Ponta Delgada érintésével érkeztek Cape Henry-hez, ahol a Bremen állomáshajó csatlakozott hozzájuk. A három hajó együtt futott be Hampton Roads-ba május 30-án, ahol az amerikai Atlanti Flotta üdvözölte őket Taft elnök jelenlétében, aki a Mayflower nevű elnöki jachtjáról köszöntötte a német hajókat. Június 8-9-én a Hubert von Rebeur-Paschwitz ellentengernagy vezette hajóraj New Yorkba hajózott. A Stettin a Moltke társaságában június 13-án innen indult vissza Németországba, ahova Vigo érintésével június 29-én érkezett meg.
Az amerikai út után szokványos flottaszolgálat következett. 1914 elején a legénységét létszámát lecsökkentették, a távozók az újonnan elkészült Rostock könnyűcirkálóra kerültek. 1914 júliusára a legénységét ismét feltöltötték és a Helgoland szigetén támaszponttal rendelkező II. tengeralattjáró-flottilla (II. Unterseebootflottille) vezérhajója lett.

### Háborús szereplése

#### Északi-tengeri bevetések
Az első világháború kezdetén, 1914 augusztusában a Stettin az Északi-tengeren teljesített szolgálatot a Nyílttengeri Flotta kötelékében. Augusztus 6-án a Hamburg könnyűcirkálóval közösen kísért ki egy tengeralattjáró-flottillát a tengerre abban a reményben, hogy a brit flottát kifutásra késztetve annak hajóit a tengeralattjárók elé csalja. A kiküldött erők augusztus 11-én tértek vissza a támaszpontjaikra, ellenséggel a bevetés során nem találkoztak.

#### Helgolandi csata
Két héttel később, augusztus 28-án a Stettin részt vett a helgolandi csatában. A csata reggelén a Frauenlob és a Hela könnyűcirkálókkal látta el a járőröző rombolóflottillák védelmét Helgolandtól északkeletre horgonyozva, a két másik könnyűcirkáló között helyezkedve. Az itteni német tengerészeti erők Franz Hipper ellentengernagynak a parancsnoksága alá tartoztak, aki a Nyílttengeri Flotta felderítő erőinek volt a parancsnoka.

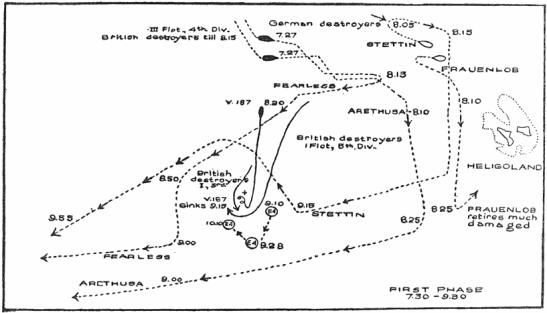
A csata első részét mutató térképvázlat, benne a Stettin brit rombolók elleni fellépésével

Mikor a britek megtámadták a német rombolókat, Hipper azonnal a segítségükre küldte a Stettint és a Frauenlobot, valamint több más könnyűcirkálót is, melyek távolabbra helyezkedtek a német partoknál. A Stettin 08:32-kor indult útnak, majd huszonhat perc múlva összefutott az észak-északnyugati irányból közeledő brit rombolókkal és tüzet nyitott rájuk 8500 m távolságból. A fellépése a briteket az üldözés felhagyására késztette és nyugatnak tértek ki előle. Eközben az őrszemei észleltek egy brit cirkálót a távolban, mely azonban nem avatkozott be a küzdelembe. 09:10-re a britek a lőtávolságán kívülre kerültek, a Stettin pedig visszamaradt mögöttük, hogy felfűthesse az összes kazánját.  A csata ezen részében egy találatot szenvedett el, mely a jobb oldali negyedik lövegénél érte, végezve két fővel és súlyosan megsebesítve egy harmadikat. A közbeavatkozásának köszönhetően a V 1 és az S 13 jelű rombolók meg tudtak menekülni. 10:00-ra az összes kazánját teljesen felfűtötte, így már elérhette a legnagyobb sebességét és ezután visszatért a csatába. 10:06-kor nyolc brit rombolóval futott össze és azonnal támadást indított ellenük 10:08-kor tüzet nyitva. A németek számos elért találatot figyeltek meg a brit formáció hajóin, melyek ezután szétszóródva kezdetek el menekülni. 10:13-ra a látótávolság csökkent és a Stettin szem elől vesztette a menekülő briteket, így felhagyott az üldözésükkel. A Stettint több találat érte ebben az összecsapásban, és bár ezek nem okoztak benne jelentős károkat, legénységéből újabb két fő esett el és négyen megsebesültek. 13:40-kor észlelte az Ariadne könnyűcirkálót, melyet épp ekkor vett tűz alá több brit csatacirkáló. A Stettinről látták a nagy űrméretű ágyúk torkolattüzeinek villanását a nagy ködben, melyekkel miután mozgásképtelenné tették az Ariadnét, a Stettint vették tűz alá 14:05-kor. A nagy ködnek köszönhetően azonban el tudott menekülni, miután a rá kilőtt tíz sortűzből egyik sem találta el. 14:20-kor találkozott össze a Danzig könnyűcirkálóval. A von der Tann és a Moltke csatacirkálók 15:25-re érkeztek be, de eddigre a britek már megszakították a támadásukat és visszavonulóban voltak. Hipper tengernagy a Seydlitz csatacirkálóval nem sokkal lemaradva érkezett mögöttük és a könnyűcirkálóknak a csatacirkálóihoz való csatlakozásra adott parancsot. Nyugati irányba tett rövid felderítő hadmozdulatot követően a német erők visszafordultak és 21:30 körül érkeztek meg Wilhelmshavenbe.
December 15-én az I. felderítőcsoport csatacirkálói Hipper vezetésével rajtaütésszerű támadást hajtottak végre Scarborough, Hartlepool és Whitby kelet-angliai városok ellen. A Nyílttengeri Flotta főerői a lövetést végrehajtó erőket biztosítva távolabb helyezkedett az angol partoktól. A Stettin két rombolóflottillával egyetemben ennek a formációnak a végét biztosította. Az este folyamán a német csatahajóflotta soraiban 12 dreadnought és 8 pre-dreadnought mintájú csatahajóval 10 tmf távolságon belülre került egy 6 csatahajóból álló brit csatahajórajhoz. A kíséretükhöz tartozó rombolók közötti éjszakai összecsapások alapján Friedrich von Ingenohl tengernagy úgy vélte, hogy a brit főerőkkel került szembe. Vilmos császár utasításai úgy szóltak, hogy ne tegye ki szükségtelen kockázatnak a flottát, és erre hivatkozva megszakította a harcot.

#### Hadműveletek a Balti-tengeren
1915. május 7-én a Stettin alakulata, a IV. felderítőcsoport (további egységei: Stuttgart, München, Danzig) 21 romboló kíséretében áthajózott a Balti-tengerre, ahol egy Libau elleni hadműveletben kellett részt vegyenek. A hadműveletet Hopman ellentengernagy, a balti-tengeri német flotta felderítőerőinek parancsnoka vezette. A IV. felderítőcsoport feladata a műveletek északi irányból való fedezése volt, hogy az orosz haditengerészet ne tudhasson észrevétlenül kifutni a Finn-öbölből mialatt páncélos cirkálók és egyéb hadihajók tűz alá vették Libau kikötőjét. Az oroszok négy cirkálót, az Admiral Makarovot, a Bajant, az Oleget, és a Bogatyrt küldték a német hadművelet megzavarására. Az orosz kötelék tüzet nyitott a Münchenre, de miután sem az oroszok, sem a németek nem voltak tisztában a másik erejével, mindkét fél igyekezett kiválni a harcból és annak így hamar vége szakadt. A kikötő lövetése után nem sokkal Libau az előrenyomuló német hadsereg kezére került, a Stettint pedig a IV. felderítőcsoport többi egységével együtt visszairányították az Északi-tengerre a Nyílttengeri Flottához.

#### A skagerraki csata

A csata főbb nappali hadmozdulatait ábrázoló térképek

1916 májusában a német flotta parancsnoka, Reinhard Scheer tengernagy egy nagy hadműveletet tervezett végrehajtani azzal a céllal, hogy a brit flotta egy kisebb csoportját előcsalogassa és a visszavonulási útvonalát elvágva megsemmisítse. Ez a hadművelet vezetett az 1916. május 31.–június 1-én megvívott skagerraki csatához, a háború legnagyobb tengeri ütközetéhez. A csata során a Stettin a IV. felderítőcsoport parancsnokának, Ludwig von Reuter sorhajókapitánynak a zászlóshajója volt. Az alakulat feladata a főerőket képező csatahajóflotta előtt haladva annak biztosítása volt. A britek és a németek elővédjét is egyaránt képező csatacirkálórajok összecsapásának helyszínéhez közeledve a Stettin az élen haladó német csatahajó, a König előtt haladt, a csoportjának többi könnyűcirkálója pedig az esetleges tengeralattjárótámadások kivédésére bontakozott szét. A IV. felderítőcsoport a csata első felében nem vett részt a súlyosabb harcokban, de a 21:30 körül összetalálkozott a Falmouth könnyűcirkálóval. A Stettin és a München lőni kezdték a brit hajót, de a rossz látási viszonyok miatt hamar be kellett szüntetniük a tüzelést. Reuter ezt követően a hajóival 90 fokos kanyarodást végrehajtva távolodott el az ellenségtől.
A visszavonulás közben éjjel 23:30-kor a Moltke és a Seydlitz csatacirkálók túl közel haladtak el a Stettin előtt, ami miatt lassítani kényszerült. A IV. felderítőcsoport többi egysége nem észlelte a sebesség csökkentését, ami miatt az alakzatuk felbomlott. Röviddel ezután a britek 2. könnyűcirkálóraja összefutott a Stettin rajával, melyhez a Hamburg, az Elbing és a Rostock is csatlakozott. Heves tűzharc bontakozott ki, melynek elején a Stettin két találatot kapott és tűz ütött ki a fedélzetén. Az egyik repeszdarab kilyukasztotta a szirénájának gőzvezetékét, a kiáramló gőz pedig korlátozta a kilátást és megakadályozta abban, hogy torpedókat lőjön ki. A harcban a Southamptont körülbelül 18 darab 10,5 cm-es űrméretű lövedék találta el, melyek közül többet a Stettinről lőttek ki. Eközben a Frauenlob kigyulladt és elsüllyedt. A süllyedő társukat kikerülni igyekvő német könnyűcirkálók formációja ekkor ismét felbomlott és csak a München maradt a Stettinnel. A két cirkáló ezután tévesen brit hajókként azonosította G 11, V 1 és V 3 jelű rombolókat 23:55-kor és tüzet nyitottak rájuk.
Június 1-én hajnali 04:00 órára a német flottának sikerült elkerülnie a brit flottát és elérte a dán partoknál lévő Horns Rev világítótornyának térségét, majd innen visszatért a bázisaira. A csatában a Stettin két találatot kapott, 8 halottat és 28 sebesültet veszített. A 10,5 cm-es lövegeivel 81 lövedéket lőtt ki.
A skagerraki csatában szerzett sérüléseit Wilhelmshavenben és Hamburgban javították ki. Ezután 1917 közepéig az Északi-tengeren maradt, ahol több aknatelepítési akcióban vett részt. 1917 júliusában kivonták a IV. felderítőcsoportból és novemberig tengeralattjárók célhajójaként használták a Balti-tengeren. 1917 decemberétől hosszabb időt töltött egy wilhelmshaveni hajógyárban, majd 1918 februárjától ismét célhajóként alkalmazták a Balti-tengeren. Azokat a terveket, hogy testvérhajójához, a Stuttgarthoz hasonlóan repülőgép-anyahajóvá alakítsák át, 1918 októberében feladták, mivel a Reichsmarineamt konstrukciós részlege ehelyett úgy döntött, hogy az 1914-ben a Blohm & Voss által Hamburgban építeni kezdett és 1915. április 15-én vízre bocsátott, ám azóta félkész állapotban veszteglő, olasz megrendelésre épített Ausonia személyszállítót építteti át anyahajóvá és állítja szolgálatba Flugzeugdampfer I megjelöléssel.

## A háború után
A Stettint a fegyverszünetet követően 1918. december 19-20-án kivonták a szolgálatból és 1919. november 5-én törölték a flotta hajóinak névsorából. A versailles-i békeszerződés 185. cikkelye a Stettint is az antanthatalmaknak átadandó hadihajók között említette és 1920. szeptember 15-én "T" jelzéssel hadizsákmányként átadták Nagy-Britanniának. A britek lebontásra eladták egy koppenhágai hajóbontónak, ahol 1921 és 1923 között lebontották.

## Parancsnokai
| 1907. október – 1908. január            | Georg Schur fregattkapitány                                  |
| 1908. január 20. – 1908. szeptember 30. | Friedrich Boedicker fregattkapitány                          |
| 1908. október – 1909. szeptember        | Curt von Rössing fregattkapitány / sorhajókapitány           |
| 1909. október – 1910. szeptember        | Wilhelm Höpfner fregattkapitány                              |
| 1910. szeptember – 1911. szeptember     | Johannes Hartog fregattkapitány / sorhajókapitány            |
| 1911. október – 1913. október           | Wilhelm von Krosigk fregattkapitány / sorhajókapitány        |
| 1913. október – 1914. február           | Thilo von Trotha korvettkapitány / fregattkapitány           |
| 1914. február-április                   | Herbert Hinrichs sorhajóhadnagy (csökkentett legénységgel)   |
| 1914. április-június                    | Rudolf v. d. Hagen sorhajóhadnagy (csökkentett legénységgel) |
| 1914. július – 1916. március            | Karl August Nerger korvettkapitány                           |
| 1916. március-november                  | Friedrich Rebensburg fregattkapitány                         |
| 1916. november – 1918. április          | Hermann Bendemann fregattkapitány                            |
| 1918. április-július                    | Max Gréus sorhajóhadnagy (in Vertretung)                     |
| 1918. július-december                   | Eduard Bartels fregattkapitány                               |

## Fordítás
- Ez a szócikk részben vagy egészben  a   SMS Stettin című német Wikipédia-szócikk ezen változatának fordításán alapul.  Az eredeti cikk szerkesztőit annak laptörténete sorolja fel. Ez a jelzés csupán a megfogalmazás eredetét és a szerzői jogokat jelzi, nem szolgál a cikkben szereplő információk forrásmegjelöléseként.
- Ez a szócikk részben vagy egészben  a   SMS Stettin (1906) című angol Wikipédia-szócikk ezen változatának fordításán alapul.  Az eredeti cikk szerkesztőit annak laptörténete sorolja fel. Ez a jelzés csupán a megfogalmazás eredetét és a szerzői jogokat jelzi, nem szolgál a cikkben szereplő információk forrásmegjelöléseként.

## További olvasmányok
- Spoils of War: The Fate of Enemy Fleets after the Two World Wars. Barnsley: Seaforth Publishing (2020). ISBN 978-1-5267-4198-1

## Linkek
- SMS Stettin a deutsche-schutzgebiete.de oldalon
- A Königsberg-osztály a worldwar1.co.uk oldalon